# 施紀雲
施紀雲（?—?），四川涪縣人，清朝政治人物、進士出身。
光緒九年（1883年），登進士，改庶吉士。光緒十二年，任翰林院編修。光緒二十年（1894年），任湖北武昌府知府。后擔任湖北德安府知府、湖北漢陽府知府、署施南府知府。后護湖北施鶴道。宣統元年，任湖北候補道、署湖北按察使。
辛亥年(1911年)十一月乙丑，命前署湖北提法使施紀雲、前光祿寺少卿陳鍾信 四川團練。